# Froyelles
Froyelles település Franciaországban, Somme megyében. Lakosainak száma 94 fő (2022. január 1.). Froyelles Brailly-Cornehotte, Crécy-en-Ponthieu, Domvast és Fontaine-sur-Maye községekkel határos.

## Népesség
A település népességének változása:
| Lakosok száma | 117  | 116  | 113  | 105  | 100  | 97   | 94   | 91   | 94   |
|               | 2013 | 2015 | 2016 | 2017 | 2018 | 2019 | 2020 | 2021 | 2022 |